# Jennifer Azzi
Jennifer Lynn Azzi (Oak Ridge, Tennessee; 31 de agosto de 1968) es una exjugadora y entrenadora de baloncesto estadounidense. Consiguió 4 medallas con  Estados Unidos en mundiales y Juegos Olímpicos.

## Vida personal
Jennifer Azzi está casada con Blair Hardiek Azzi, con la que tiene dos hijos:Macklin y Camden.